# SYNGR1
SYNGR1‏ (Synaptogyrin 1) هوَ بروتين يُشَفر بواسطة جين SYNGR1 في الإنسان.